# Агриани
Агрианите (на старогръцки: Αγριάνες) са войнствено тракийско племе, населявало горното течение на река Струма и територията на Пернишката котловина.

## Обитавана територия
Владенията на агрианите граничат на запад с пеоните, а на северозапад и североизток с илирите и с трибалите. Смята се че агрианите са владеели територията на днешните Пернишко, Брезнишко, Трънско, Радомирско и западните склонове на Скомбра (Витоша).
Според Страбон – „Тя (реката Стримон) извира от агрианите, тече през земите на медите и синтите и се влива в морето на границата между бисалтите и домантите.“

## Произход
Агрианите се смятат за пеонско племе, но някои автори ги причисляват към групата на тракисйките племена.

## Исторически извори
Първото споменаване за тях в историческите извори е на Херодот по повод на военните операции на персийския пълководец Мегабаз по егейското крайбрежие в началото на V век пр. Хр. при замислената от Дарий I кампания срещу Елада. В хода на сблъсъците с местните тракийски племена, агрианите заедно с доберите и одомантите отстояват свободата си.
В историческите извори са споменавани и от Тукидид по повод похода на одриския цар Ситалк срещу македоните през 429 г. пр.н.е. През 429 г. пр. Хр. агрианите участват в грандиозния поход на Ситалк I срещу Македония и Халкидика. След смъртта на одриския владетел агрианите отхвърлят върховенството на одрисите и към края на V век пр. Хр. племето преживява своя подем.
Агрианите се споменават в историческите извори главно във връзка с политическите си взаимодействия с Македония. Те търсят подкрепата на македоните срещу илирите и одрисите, а македоните намират съюзник в тях срещу илирите и пеоните, за да запазят северните си граници. Близкото сътрудничество между двете царства започва още при Филип II Македоснки, когато Лангар е негов съюзник при решителните сблъсъци с одриския владетел Керсеблепт през 342 и 341 г. пр. Хр. Ариан свидетелства за пратеническите мисии на Лангар в македонския двор и проява на уважение към наследника на Филип – Александър.
Договорните взаимоотношения се запазват и при Александър. Войните на Лангар са споменати при Дунавските походи на македонския владетел, където отрядът от аконтисти (хвърлячи на копия) е съставен от агриани. При завръщането от похода, Лангар посреща Александър с всичките си най-красиви и най-добре въоръжени хипасписти – щитоносци – негова вярна свита, съставена от представители на аристократичния елит на агрианите.
Те са свързани също и с походите на Александър Македонски, в които са взели дейно участие, в битката при Пелион, в обсадата на Тива, в битките с персите и в преследването на войските на Дарий I.
Лангар оказва на три пъти голяма помощ на Александър Македонски: предупреждава го за опасен съюз срещу него на няколко племена, населяващи днешна Албания, и по-точно между илириеца Клит и царя на илирийското племе тавланти; обещава му да задържи другите северни племена, така че да не му пречат по време на похода му в Илирия, и му предоставя корпус от 1000 избрани воини агриани.
Владетелят на агрианите предусеща намерението на Александър да се справи с илирите, които по време на дунавския поход на македонския владетел се разбунтували. Той предлага помощта си на Александър срещу автариатите, разположени по средното и горното течение на река Морава, което разспростира своето господство чак до земите на трибалите. По заповед на Александър, Лангар нахлува в земите им и ги плячкосва. Заради решителните си действия Лангар е удостоен с много почести и получава големи дарове, както и обещанието на Александър да даде сестра си Кина за жена, когато агрианският цар дойде в Пела, но това не се случва, защото Лангар заболява и умира скоро след това.
Свидетелствата на Ариан за Лангар представят един типичен ранноелинистически владетел от средата на втората половина на IV век пр. Хр., който води собствена външна политика, съобразена с географското положение на земите му и геополитическата обстановка на епохата. Ето защо, дори след смъртта му, съюзът с Македония се запазва и агрианите отново участват с контингент от аконтисти в експедицията на Александър в Персия. През късния елинизъм средището на агрианите е изместено от дентелетите, които ги изместват. В политическо отношение обаче те действат напълно възприемайки линията на поведение на своите предшественици и действат в синхрон с последните македонски царе и особено Филип V (221 – 179 г. пр. Хр.)